# Manuel León Moncasí y Castel
Manuel León Moncasí y Castel   (Albelda, 11 d'abril de 1827 - Madrid, 18 d'abril de 1882) fou un advocat i polític franjolí, diputat a les Corts Espanyoles i governador civil de Barcelona durant el sexenni revolucionari.

## Biografia
Pertanyia a una família de terratinents liberals de la Llitera. Llicenciat en dret. El 1857 es va casar amb Felicia de Alvear y Fernández de Lara, comtessa de San Félix i vescomtessa de Casa González. Actiu en política, el 1854 fou elegit diputat per Osca pel Partit Progressista. No tornà a participar en política fins a la revolució de 1868. L'octubre de 1868 fou nomenat governador civil de Barcelona i malgrat les reticències entre les autoritats locals per la forma en què fou nomenat, va mantenir una actitud conciliadora amb l'ajuntament de Barcelona i els manifestants republicans. Deixà el càrrec quan fou elegit diputat per Osca a les eleccions generals espanyoles de 1869, encara que finalment ocuparia l'escó d'Albacete. Fou elegit diputat per Benavarri a les eleccions generals espanyoles de 1871, abril de 1872 i agost de 1872. En 1872 va ser promogut per la Sala de Govern del Consell Suprem, i nomenat Ministre Togat del Consell Suprem de la Guerra.
Durant la restauració borbònica fou subsecretari de Gràcia i Justícia i accionista de la Institución Libre de Enseñanzaen 1876. Fou escollit senador per la província d'Osca en les legislatures 1879-1880 i 1880-1881. Tornà a ser elegit diputat pel districte de Benavarri a les eleccions generals espanyoles de 1881, però va morir l'abril de 1882.